# Ptychadena tellinii
Ptychadena tellinii é uma espécie de anfíbio da família Ranidae.
Pode ser encontrada nos seguintes países: Burkina Faso, Camarões, República Centro-Africana, República Democrática do Congo, Costa do Marfim, Eritrea, Etiópia, Gana, Mali, Nigéria, Serra Leoa, Togo, possivelmente Benin, Chade, Guiné, Libéria e Sudão.
Os seus habitats naturais são: florestas subtropicais ou tropicais húmidas de baixa altitude, savanas áridas, savanas húmidas, matagal árido tropical ou subtropical, matagal húmido tropical ou subtropical, campos de gramíneas subtropicais ou tropicais secos de baixa altitude, rios, marismas intermitentes de água doce, terras aráveis, jardins rurais e lagoas.
Está ameaçada por perda de habitat.